# C/2007 N3 (Lulin)
C/2007 N3 (Lulin) lub kometa Lulin – kometa nieokresowa, jednopojawieniowa.

## Odkrycie komety
Kometa ta została odkryta przez Ye Quanzhi i Lin Chi-Shenga dniu 11 lipca 2007 roku.

## Orbita komety
C/2007 N3 (Lulin) porusza się po orbicie w kształcie hiperboli o mimośrodzie 1,000205. Jest to obiekt jednopojawieniowy, pochodzący spoza Układu Słonecznego – po zbliżeniu się do Słońca nigdy więcej już do niej nie powróci. Przez peryhelium kometa przeszła 11 stycznia 2009 roku w odległości 1,211 j.a. od Słońca.

## Właściwości fizyczne
Kometa ta nie jest nadzwyczajnie aktywna. Osiągnęła swą największą jasność obserwowaną końcem lutego 2009 (4-6m). Wtedy to kometa znalazła się najbliżej Ziemi; jej odległość wyniosła ok. 0,41 j.a. (24 lutego 2009).
Obserwacje i zdjęcia wykonywane komecie ukazują ją jako zielonkawy obiekt. Jest to wynikiem występujących w niej cyjanu i dwuatomowego węgla.

## Linki zewnętrzne

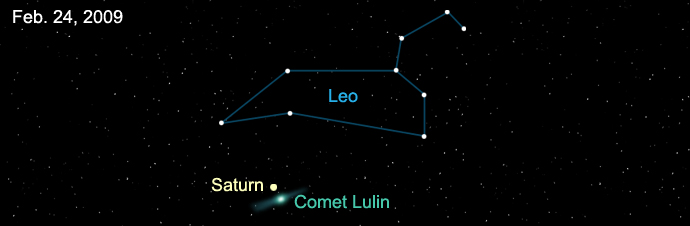
Położenie C/2007 N3 na niebie 24 lutego 2009 roku